# Альфредо Брильянте да Коста
Альфредо Брильянте да Коста, більш відомий як Брильянте (порт. Alfredo Brilhante da Costa, 5 листопада 1904, Ріо-де-Жанейро, Бразилія — 8 червня 1980, там само) — бразильський футболіст, що грав на позиції захисника, зокрема, за клуб «Васко да Гама», а також національну збірну Бразилії.
Дворазовий переможець Ліги Каріока у складі «Васко да Гама». 

## Клубна кар'єра
У дорослому футболі дебютував 1922 року виступами за команду клубу «Америка» з Ріо-де-Жанейро. 
Протягом 1923 року захищав кольори команди «Бангу».
Своєю грою за останню команду привернув увагу представників тренерського штабу клубу «Васко да Гама», до складу якого приєднався 1924 року. Відіграв за команду з Ріо-де-Жанейро наступні дев'ять сезонів своєї ігрової кар'єри.
Протягом 1933 року захищав кольори «Фламенго».
Завершив професійну ігрову кар'єру у клубі «Бангу», у складі якого вже виступав раніше. Прийшов до команди 1934 року, захищав її кольори до припинення виступів на професійному рівні у 1935.
Помер 8 червня 1980 року на 76-му році життя.

## Виступи за збірну
1930 року дебютував в офіційних матчах у складі національної збірної Бразилії, провівши свій єдиний матч у її складі на чемпіонату світу 1930 року в Уругваї проти Югославії (1:2). Більше за збірну не виступав

## Титули і досягнення
- Переможець Ліги Каріока (2):

«Васко да Гама»: 1924, 1929